# 5794 Irmina
Az 5794 Irmina (ideiglenes jelöléssel 1976 SW3) a Naprendszer kisbolygóövében található aszteroida. Nyikolaj Sztyepanovics Csernih fedezte fel 1976. szeptember 24-én.